# Basic Channel

Логотип лейбла Basic Channel. Причем от пластинки к пластинке логотип постепенно искажался.

Basic Channel — лейбл, ориентированный на техно-музыку и основанный в 1993 году двумя немецкими музыкантами — Морицем фон Освальдом и Марком Эрнестусом. Музыка этого проекта включает в себя элементы даба, детройтского техно и чикагского хауса.

## История
История проекта Basic Channel началась в начале 1980-х, когда Мориц фон Освальд в 1983 году стал барабанщиком известной немецкой группы тех времён — нем. Palais Schaumburg. Принимая деятельное участие в творчестве группы, Мориц познакомился с другим участником коллектива Томасом Фельманном, с которым позднее они сотрудничали в проекте 3MB, выпустив несколько классических техно-треков на немецком лейбле нем. Tresor records.
В 1992 году в нескольких специализированных музыкальных магазинах Берлина появились пластинки без каких-либо опознавательных знаков и номера каталога. На пластинках под названием Ploy и Lyot была записана электронная музыка, выполненная в строгом соблюдении всех традиций детройтского техно. За ними последовали ещё шесть пластинок, на которых значилась буква M, а в авторах — некто Maurizio. Позднее стало известно, что авторство всех семи пластинок принадлежит Морицу фон Освальду.
Приблизительно в то же время Мориц познакомился с Марком Эрнестусом, с которым они быстро нашли общий язык и начали активно работать в студии. Результатом их студийных сессий стал ряд пластинок, объединённых общим названием — Basic Channel. На лейбле Марк и Мориц издавались под различными псевдонимами — Cyrus, Phylyps, Quadrant и Radiance. Первые релизы, как и в случае с Maurizio, были выдержаны в духе детройтского техно. Но с каждым новым релизом музыка становилась более размытым, как и написание Basic Channel[уточнить]. Используя исключительно аналоговую технику при работе над треками, они оставляли шумы, потрескивания и щелчки. Пластинки Basic Channel считаются[кем?] классикой жанра, а сам лейбл вызвал множество подражателей.
В 1995 году под лейблом Basic Channel вышла последняя пластинка, и лейбл прекратил своё существование, выпустив в 1997 году сборник наиболее примечательных треков на компакт-диске.
Попутно с работой над Basic Channel Мориц и Марк запустили лейбл Main Street Records, на котором они задумывали выпускать вокальный хаус. Все пять пластинок, вышедших на лейбле, выпускались под псевдонимом Round с порядковым номером — от Round One до Round Five. Лишь первые два релиза были выдержаны в изначальной концепции. С третьего релиза был привлечен доминиканец, скрывающийся под сценическим псевдонимом Tikiman, и последние три релиза на Main Street Records имели склонность к дабу. Для издания собственных композиций в стиле даб партнёры создали ещё два лейбла — Burial Mix и Rhythm & Sound Records, на которых под псевдонимом Rhythm & Sound и при участии ямайских вокалистов они записывали даб и рэгги-музыку.
Мориц фон Освальд и Эрнестус также организовали лейбл Chain Reaction, издававший работы других, близких им по духу музыкантов.

## Дискография
- Cyrus — Enforcement (1993)
- Phylyps — Trak (1993)
- Vainqueur — Lyot (Reshape) (1993)
- Quadrant — Q.1.1 (1993)
- Cyrus — Inversion (1994)
- Quadrant — Dub (1994)
- Basic Channel — Octagon/Octaedre (1994)
- Radiance — I / II / III (1994)
- Phylyps — Trak II (1994)
- Basic Channel (1995) (сборник наиболее примечательных работ, изданный на CD. Переиздан в 2003 году)
- Paperclip People — Basic Reshape (2004) (два ремикса Basic Channel на Paperclip People, ранее были изданы на лейбле Planet E)
- Quadrant — Infinition/Hyperism (2004) (переиздание пластинки, ранее выходившей на Planet E в 1993 году)